# 默东
默东（法語：Meudon，法語發音：[mødɔ̃] ⓘ），法国中北部城市，法兰西岛大区上塞纳省的一个市镇，隶属于布洛涅-比扬古区，其市镇面积为9.9平方公里，2022年1月1日时人口数量为46,722人，在法国城市中排名第152位。
默东位于上塞纳省南部，塞纳河左岸，巴黎市区西南，是大巴黎都会区的组成部分，多条铁路及公路在此交汇。

## 地名来源

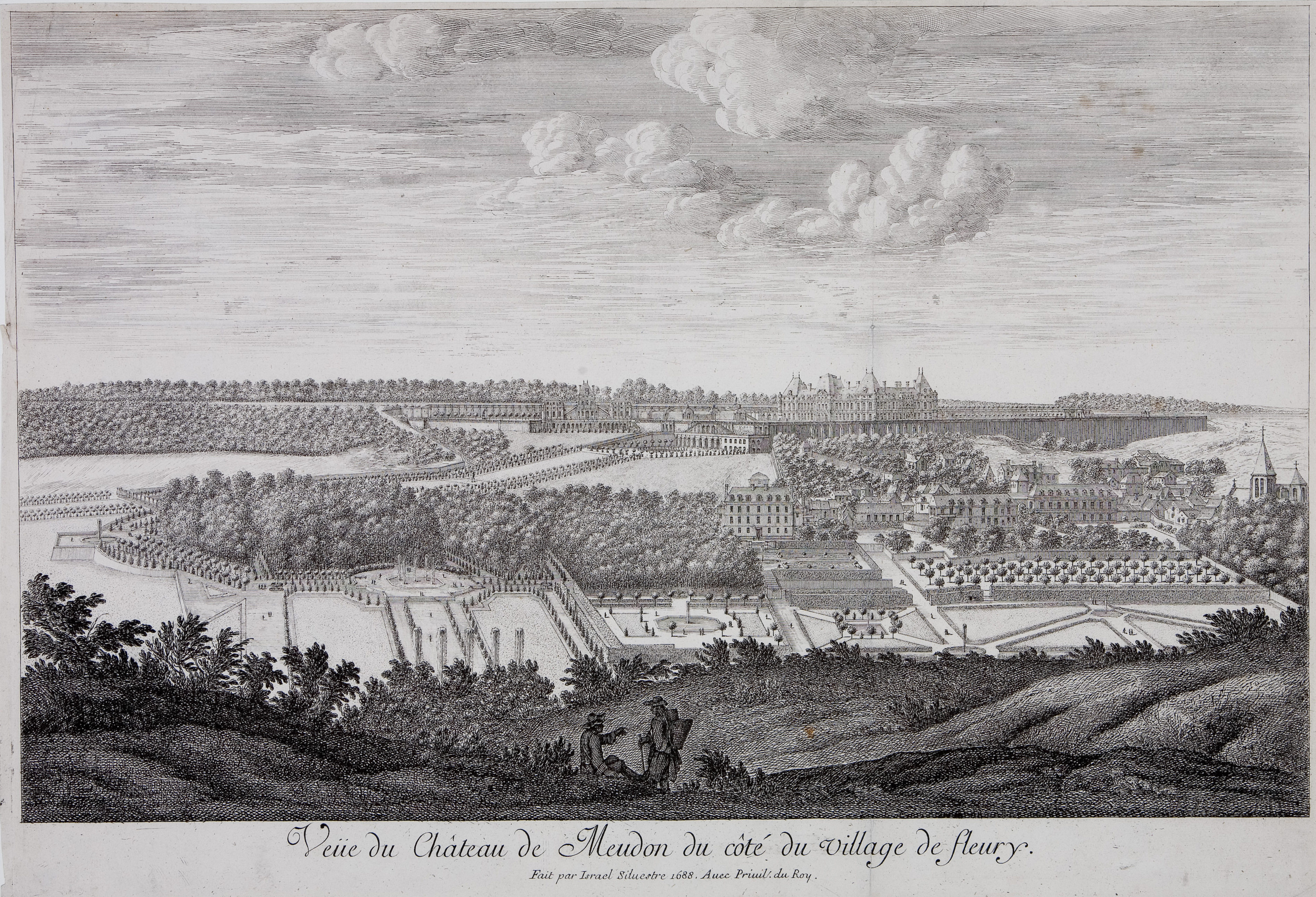
十七世纪末的默东

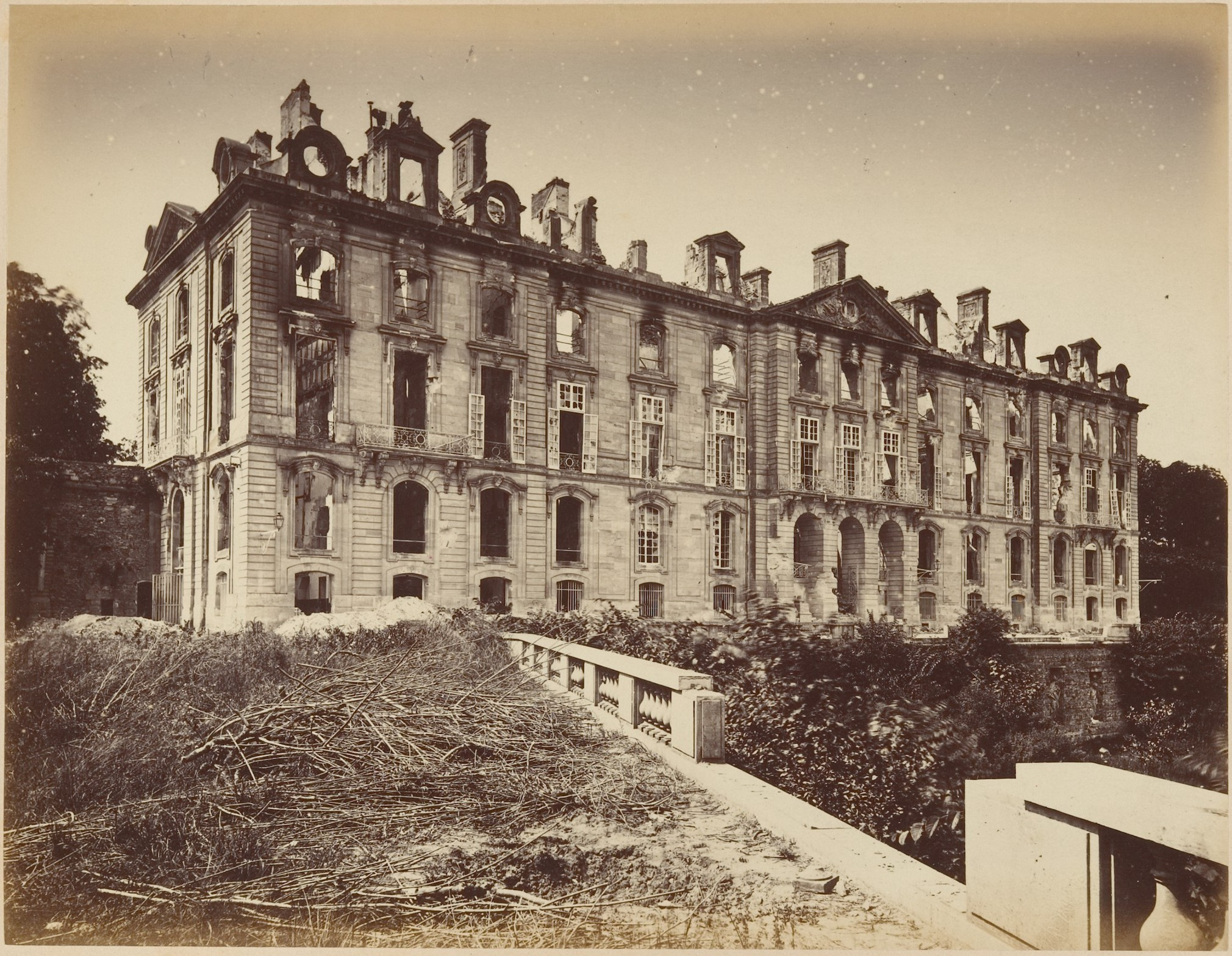
普法战争中被烧毁的莫顿城堡

根据法国地名学家阿尔贝·多扎的论述，“默东”一名最初可能以于公元前一世纪以拉丁语“Meclodunum”的形式被记载，其出处及含义尚存在诸多争议。当地官方网站则记载该地最初被高卢人命名为“Mole-Dum”，但未对其含义作出解释。
法国大革命期间，“默东”曾一度被更名为“拉伯雷”（Rabelais）。

## 历史
根据默东官方网站的论述，默东地区在新石器时期就已出现人类活动。中世纪时，默东长期为塞纳河左岸的一处普通农业村落。公元12世纪，神圣罗马帝国埃门丁根骑士购下了此处土地，并建立了默东家族。一个世纪后，默东家族将其土地卖给了圣日耳曼德普雷修道院。15世纪时，默东境内出现了一处庄园，埃唐普女公爵安娜·德皮斯勒曾长居于此。弗朗索瓦一世逝世后，默东庄园又被夏尔一世·德·吉斯买下，后者对庄园进行了大规模的翻新，其主体建筑被扩建为莫顿城堡，附近则顺着山势兴建了岩洞和喷泉。17至18世纪，默东庄园先后被阿贝尔·塞尔维安、安德烈·勒诺特尔、大王太子路易和朱尔·阿杜安-芒萨尔买下。法国大革命后，默东成为塞纳省的一个市镇，默东庄园被收归国有，部分建筑被改建为历史博物馆。工业革命期间，连接巴黎和凡尔赛之间的铁路建成通车，该铁路在默东境内设有一座高达45米的高架桥。普法战争期间，普鲁士军队曾占领默东并烧毁了莫顿城堡。19世纪末，默东出现了多处工业部门。第一次世界大战期间，大批来自默东的青年男性走向战场，其中471人在战争中身亡。战后，当地定期举办纪念仪式。20世纪60年代，默东森林南侧街区被开发为城市新区，当地建成了多处集中式居民区。1968年，塞纳省被撤销，默东被划入新成立的上塞纳省。2016年，默东成为大巴黎都会区的一部分。

## 地理

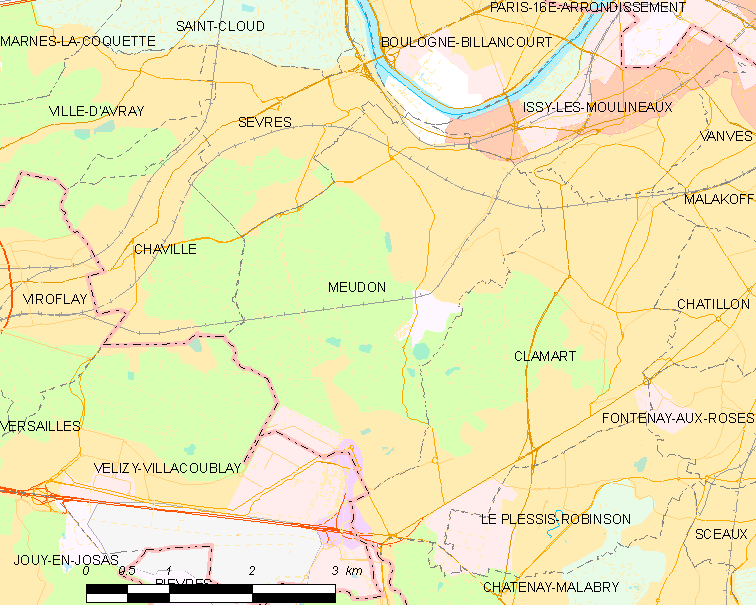
默东市镇范围地图

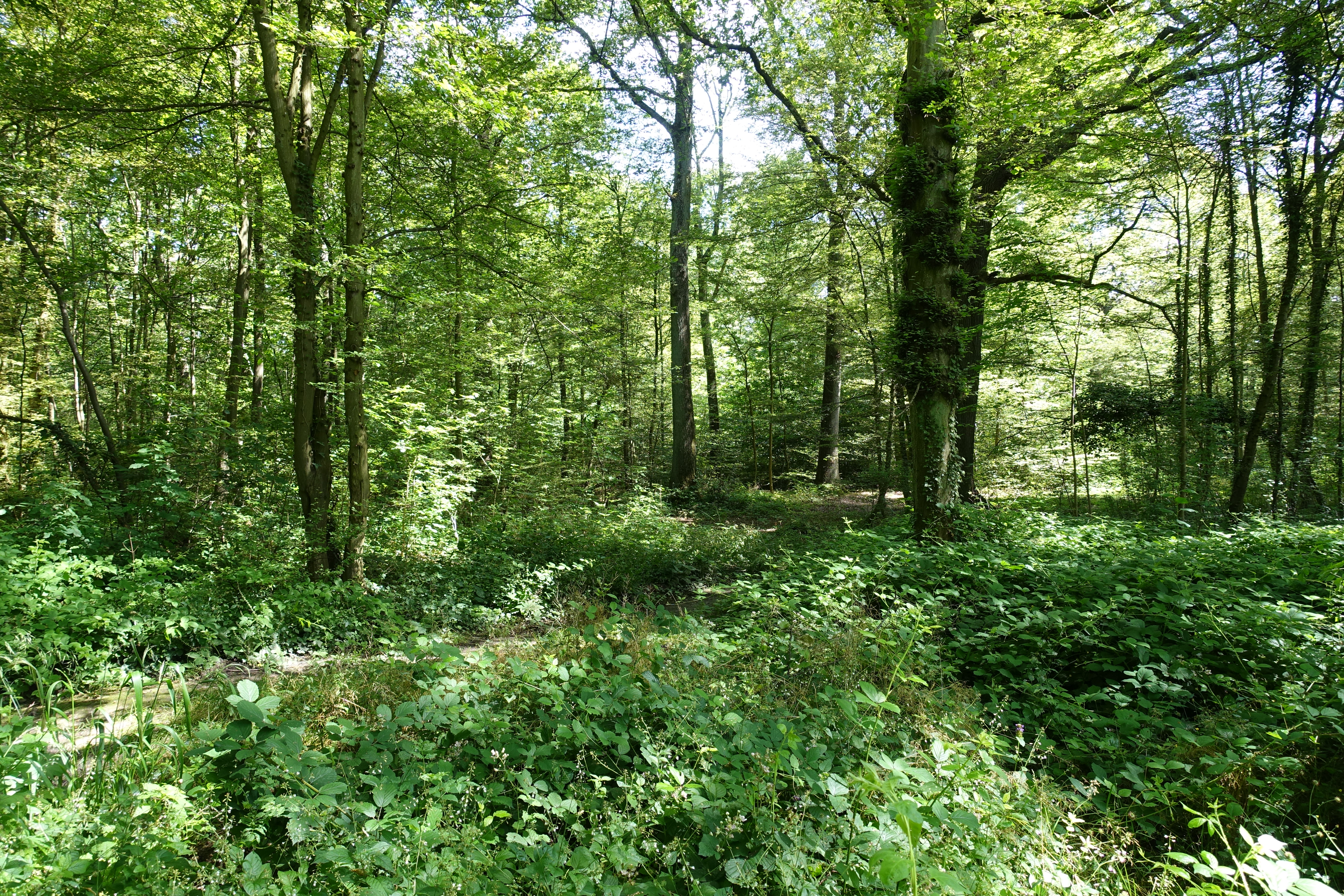
默东森林一角

默东位于法国中北部，法兰西岛大区中部和上塞纳省南部，距离省会楠泰尔大约11公里。与默东接壤的市镇包括：伊西萊穆利諾、克拉马、韦利济-维拉库布莱、沙维尔、塞夫尔、布洛涅-比扬古。

### 地形
默东位于巴黎盆地腹地，塞纳河谷左岸的一处高地上，境内以浅丘为主，市镇中心地势自北向南有所抬升，默东森林及拉福雷街区则地势平缓，全境海拔在28到179米之间。

### 水文
默东位于塞纳河流域范围内，塞纳河干流自东向西流经市境北界，南部的默东森林内则有多处水塘分布。

### 植被
默东属于温带阔叶混交林区，以“默东”命名的森林是巴黎西南郊重要的绿地。默东市区内的主要绿地公园包括莱蒙塔莱公园（Parc des Montalets）、太子蔬果园（Potager du Dauphin）等，均常年免费向公众开放。
在鲜花城市的评比中，默东被评为4星级（最高级）鲜花城市。

### 气候
默东在柯本气候分类法中属于温带海洋性气候。
距离默东最近的常年气象站位于丰特奈欧罗斯境内，以下为该气象站的数据（其中日照数据取自巴黎-奥利机场）：
| 丰特奈欧罗斯 1981年－2019年 | 丰特奈欧罗斯 1981年－2019年 | 丰特奈欧罗斯 1981年－2019年 | 丰特奈欧罗斯 1981年－2019年 | 丰特奈欧罗斯 1981年－2019年 | 丰特奈欧罗斯 1981年－2019年 | 丰特奈欧罗斯 1981年－2019年 | 丰特奈欧罗斯 1981年－2019年 | 丰特奈欧罗斯 1981年－2019年 | 丰特奈欧罗斯 1981年－2019年 | 丰特奈欧罗斯 1981年－2019年 | 丰特奈欧罗斯 1981年－2019年 | 丰特奈欧罗斯 1981年－2019年 | 丰特奈欧罗斯 1981年－2019年 |
| 月份                        | 1月                         | 2月                         | 3月                         | 4月                         | 5月                         | 6月                         | 7月                         | 8月                         | 9月                         | 10月                        | 11月                        | 12月                        | 全年                        |
| --------------------------- | --------------------------- | --------------------------- | --------------------------- | --------------------------- | --------------------------- | --------------------------- | --------------------------- | --------------------------- | --------------------------- | --------------------------- | --------------------------- | --------------------------- | --------------------------- |
| 历史最高温 °C（°F）         | 16.5 (61.7)                 | 20 (68)                     | 25 (77)                     | 31 (88)                     | 32 (90)                     | 36.5 (97.7)                 | 37.5 (99.5)                 | 42 (108)                    | 34 (93)                     | 29 (84)                     | 21 (70)                     | 16.5 (61.7)                 | 42 (108)                    |
| 平均高温 °C（°F）           | 7 (45)                      | 8.2 (46.8)                  | 12.2 (54.0)                 | 15.6 (60.1)                 | 19.8 (67.6)                 | 23.1 (73.6)                 | 25.7 (78.3)                 | 25.6 (78.1)                 | 21.4 (70.5)                 | 16.5 (61.7)                 | 10.8 (51.4)                 | 7.6 (45.7)                  | 16.1 (61.0)                 |
| 日均气温 °C（°F）           | 4.4 (39.9)                  | 5.1 (41.2)                  | 8.3 (46.9)                  | 11 (52)                     | 14.9 (58.8)                 | 18 (64)                     | 20.3 (68.5)                 | 20.1 (68.2)                 | 16.6 (61.9)                 | 12.6 (54.7)                 | 7.7 (45.9)                  | 5.2 (41.4)                  | 12 (54)                     |
| 平均低温 °C（°F）           | 1.8 (35.2)                  | 2.1 (35.8)                  | 4.4 (39.9)                  | 6.4 (43.5)                  | 10.1 (50.2)                 | 12.9 (55.2)                 | 14.9 (58.8)                 | 14.7 (58.5)                 | 11.9 (53.4)                 | 8.7 (47.7)                  | 4.7 (40.5)                  | 2.6 (36.7)                  | 7.9 (46.2)                  |
| 历史最低温 °C（°F）         | −16 (3)                     | −11 (12)                    | −7.5 (18.5)                 | −2 (28)                     | 1.5 (34.7)                  | 5 (41)                      | 6.5 (43.7)                  | 6 (43)                      | 5 (41)                      | −1 (30)                     | −7 (19)                     | −9.5 (14.9)                 | −16 (3)                     |
| 平均降水量 mm（）           | 55.7 (2.19)                 | 46.2 (1.82)                 | 49.3 (1.94)                 | 53.3 (2.10)                 | 60 (2.4)                    | 48.5 (1.91)                 | 58.7 (2.31)                 | 55.3 (2.18)                 | 51.1 (2.01)                 | 63.7 (2.51)                 | 50.9 (2.00)                 | 60.3 (2.37)                 | 653 (25.7)                  |
| 月均日照時數                | 43.4                        | 66.3                        | 162.6                       | 172.4                       | 165.4                       | 176.6                       | 232.1                       | 220.4                       | 193.9                       | 131.9                       | 49.1                        | 55.3                        | 1,669.4                     |
| 来源：infoclimat.fr         |                             |                             |                             |                             |                             |                             |                             |                             |                             |                             |                             |                             |                             |

## 行政区划
默东的市镇编号为92048，邮政编号为92190及92360。
在行政管理方面，默东隶属于法国法兰西岛大区上塞纳省布洛涅-比扬古区；在地方选举方面，默东是默东县的中央投票站所在地，其市镇范围被划入上塞纳省第八选区和上塞纳省第十选区；在社会管理方面，默东是大巴黎西部塞纳公共土地管理局及大巴黎都会区的组成部分。
默东市镇被划为美景-塞纳河畔默东（Bellevue / Meudon sur Seine）、默东中心-花谷（Meudon Centre / Val-Fleury）和默东拉福雷（Meudon-la-Forêt）三个街区，实行街区自治制度。
法国国家统计与经济研究所（简称）在进行数据统计时，将默东及相邻的另外428个市镇设为巴黎城市核心区（2020年扩充至431个），并将包括核心区在内的周边共1,794个市镇划为巴黎城市区。自2020年起，巴黎城市区被包含1,949个市镇的巴黎城市辐射区代替。此外，还将默东市镇分为了20个“块区”（IRIS），以便于统计人口分布情况。

## 交通

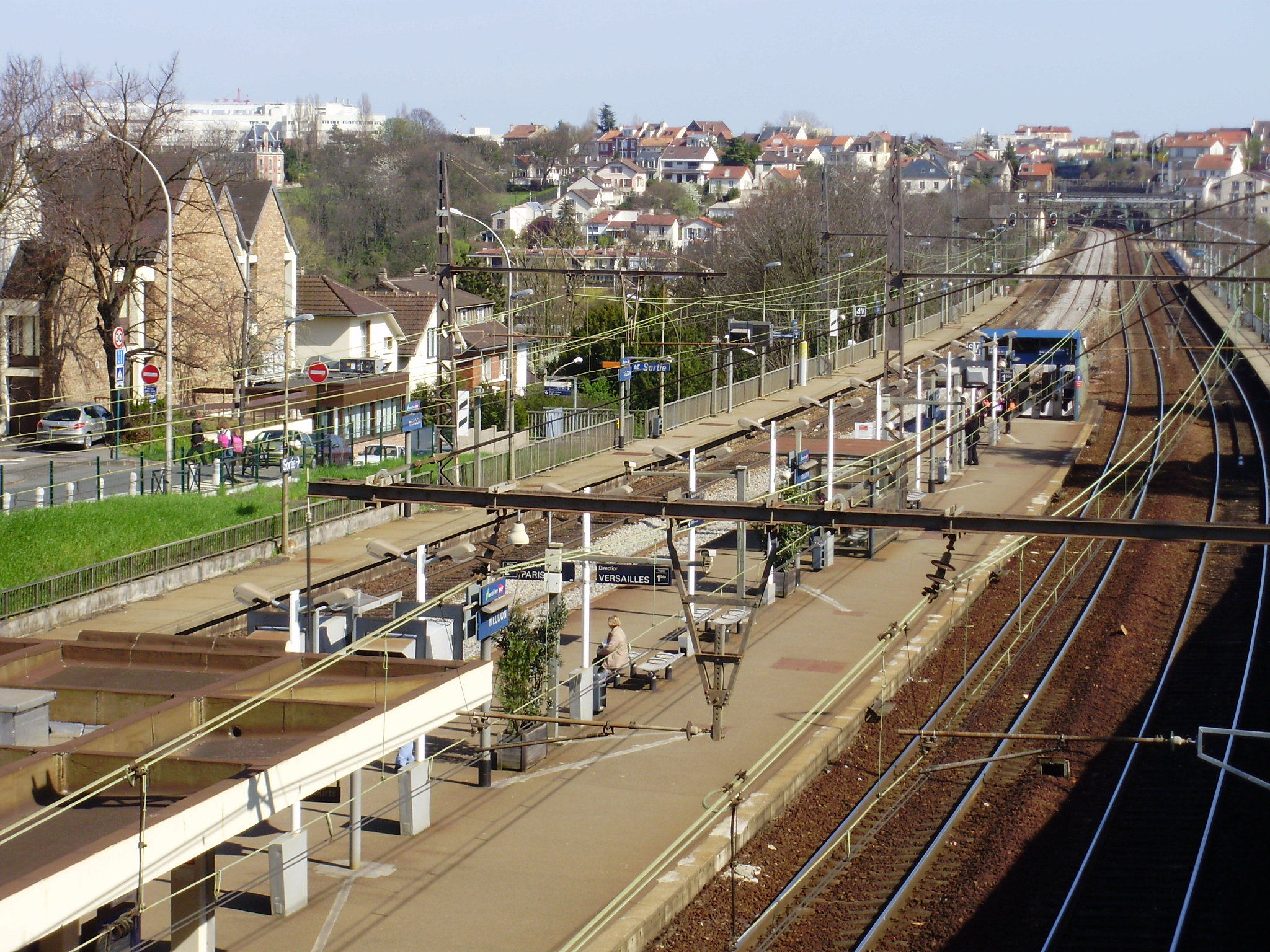
默东火车站的站台

### 公路
法国国道N118线和多条上塞纳省省道在默东境内交汇。
| 3 | 6 |

| 4.1 | 7 |

| 楠泰尔 | 12 |

| 伊西莱穆利诺 | 3.5 |

| 克拉马 | 4.5 |

| 旺沃 | 5 |

| 布洛涅-比扬古 | 4 |

| 塞夫尔 | 3.5 |

2019年，68.4%的默东家庭拥有至少一辆私人汽车。2019年，默东境内共发生各类交通事故67起，造成77人受伤，其中7人重伤。

### 铁路
共有两条铁路经过默东境内，位于巴黎－布雷斯特铁路上的默东站和美景站停靠法兰西岛大区列车N线，位于荣军院－凡尔赛铁路上的默东花谷站则停靠法兰西岛大区快铁C线。

### 航空
距离默东最近的民用航空站为巴黎-奥利机场，距离默东市中心的公路里程约19公里。

### 城市公共交通
两条通勤铁路、一条有轨电车和十条公交线路经过默东境内。
| 途经默东境内的主要公共交通线路 |                                                                                                   | |
| 类型                           | 运营商                                                                                            | 线路 |
| 快铁                           |                                                                                                   | ：埃唐普圣马丁站 / 杜尔当站 / 马西-帕莱索站 ↔ 瑞维西站 ↔ 巴黎奥斯特里茨站 ↔ 默东花谷站 ↔ 凡尔赛尚捷站 ↔ 伊夫林地区圣康坦站 |
| 城铁                           | ：巴黎蒙帕纳斯站 ↔ 克拉马站 ↔ 默东站 ↔ 美景站 ↔ 凡尔赛尚捷站 ↔ 芒特拉若利站 / 德勒站 / 朗布伊埃站 | |
| 有轨电车                       | RATP                                                                                              | ：伯宗桥站 ↔ 拉德芳斯 ↔ 莱科托 ↔ 莱米隆 ↔ 圣克卢公园 ↔ 塞夫尔桥 ↔ 布兰博里永 ↔ 塞纳河畔默东 ↔ 莱穆利诺 ↔ 伊西-塞纳河谷 ↔ 凡尔赛门 |
| 公共汽车                       | RATP                                                                                              | 162：快铁默东花谷站 ← 保罗·贝尔 ← 马尔基 ↔ 集市 ↔ 戴高乐将军 ↔ 代蒂安-多尔沃 ↔ 沙特尔-布朗沙尔 ↔ 巴涅-罗森堡 ↔ 沙托布里扬枪击案遇难者 ↔ 地铁巴涅-露西·奥布拉克站 ↔ 快铁阿尔克伊-卡尚站 ↔ 卡尚中心 ↔ 四道口 ↔ 保罗·布鲁斯医疗集团 ↔ 地铁维勒瑞夫-路易·阿拉贡站 169：塞夫尔桥 ↔ 美景火车站 ↔ 圣女贞德 ↔ 斯大林格勒 ↔ 拉伯雷 ↔ 默东教堂 ↔ 快铁默东花谷站 ↔ 保罗·贝尔 ↔ 花谷 ↔ 佩尔西医院 ↔ 捍卫平等 ↔ 克拉马火车站 ↔ 伊西市政府 ↔ 巴拉尔 ↔ 乔治·蓬皮杜欧洲医院 190：伊西市政府 ↔ 约翰·肯尼迪广场 ↔ 快铁伊西站 ↔ 佩尔西医院 ↔ 花谷 ↔ 马尔基 ↔ 克拉马-勒加尔德广场 ↔ 克拉马市政府 ↔ 克拉马公墓 ↔ 贝西耶尔医院-巴黎人花园 ↔ 克拉马市际公墓 ↔ 帕韦布朗 ↔ 小克拉马环岛 ↔ 锡格里河大街 ↔ 默东拉福雷 ↔ 默东拉福雷教堂 289：圣克卢门 ↔ 潘迪茹尔 ↔ 比扬古桥 ↔ 圣日耳曼岛 ↔ 莱穆利诺 ↔ 农场环岛 ↔ 高架桥 ↔ 默东花谷站 ↔ 特里沃公墓 ↔ 绿地毯 ↔ 默东拉福雷教堂 ↔ 策勒大街教堂 ↔ 克拉马-乔治·蓬皮杜 291：塞夫尔桥 ↔ 莫拉讷飞行场 ↔ 韦利济二号 ↔ 马塞尔·达索 ↔ 韦利济-烟囱 389：布洛涅-比扬古市政厅 ↔ 瑟甘岛街 ↔ 朱尔·盖德广场 ↔ 比扬古桥 ↔ 圣日耳曼岛 ↔ 莱穆利诺 ↔ 塞纳河畔默东 ↔ 美景火车站 ↔ 圣女贞德 ↔ 斯大林格勒 ↔ 拉伯雷 ↔ 默东教堂 ↔ 特里沃公墓 ↔ 绿地毯 ↔ 磨坊商业中心 ↔ 维勒邦高级中学 ↔ 玫瑰园 ↔ 策勒大街教堂 ↔ 克拉马-乔治·蓬皮杜 390：韦利济-南欧 ↔ 商业中心 ↔ 韦利济二号 ↔ 玫瑰园 ↔ 默东拉福雷教堂 ↔ 绿地毯 ↔ 克拉马-乔治·蓬皮杜 ↔ 克拉马市际公墓 ↔ 安托万·贝西耶尔医院 ↔ 夏尔·帕斯卡 ↔ 长梯 ↔ 塘塔 ↔ 穆耶伯夫十字街口 ↔ 隆巴尔大街 ↔ 克莱蒙梭 ↔ 快铁雷讷堡站 569：美景火车站（区域环线，经花谷火车站、教堂、塞纳河畔默东等地） |
| 公共汽车                       | SAVAC 舍夫勒斯河谷汽运                                                                            | 39-34：朱尔·盖德广场 ↔ 圣克卢桥 ↔ 城桓 ↔ 居扬库尔-科技中心-特鲁·贝尔热 |
| 公共汽车                       | (N)                                                                                               | N61：巴黎蒙帕纳斯站 ↔ 康布罗讷 ↔ 圣克卢门 ↔ 塞夫尔桥 ↔ 美景火车站 ↔ 克拉马-乔治·蓬皮杜 |
| 1. 2.                          |                                                                                                   | |

## 政治

### 市政内阁

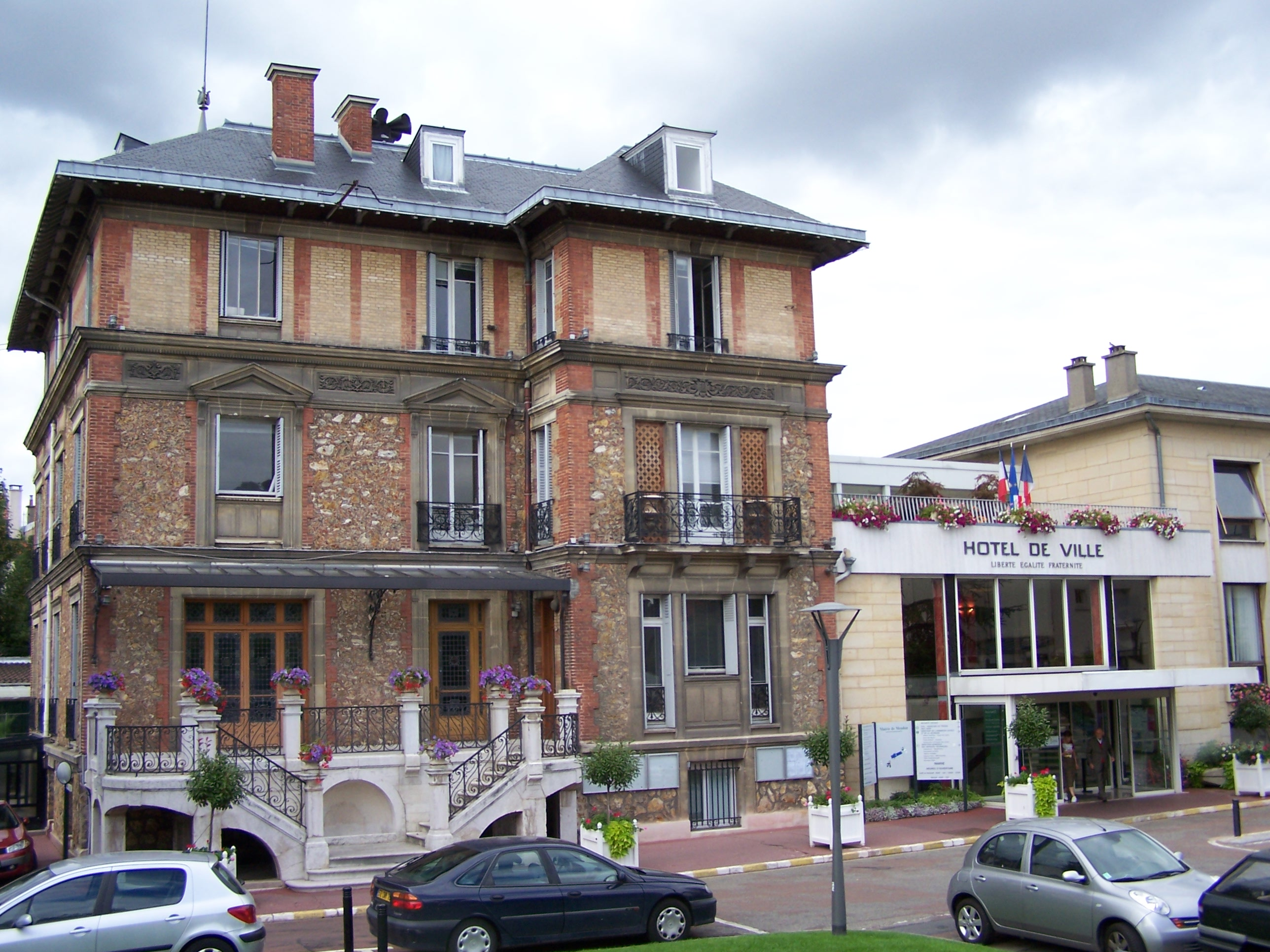
默东市政厅

默东的现任市长为德尼·拉尔热罗先生（Denis LARGHERO），他是民主人士和独立人士联盟的一名成员，在2020年的市政选举中获得了67.74%的支持率。
| 默东历届市长   | 默东历届市长                        | 默东历届市长                                                |
| 任期           | 市长                                | 党派                                                        |
| -------------- | ----------------------------------- | ----------------------------------------------------------- |
| 1944年－1945年 | Alfred TRILBERT 阿尔弗雷德·特里贝尔 | SFIO工人国际法国支部                                        |
| 1945年－1947年 | Lucien FEUCHOT 吕西安·弗绍          | 不详                                                        |
| 1947年－1971年 | René LEDUC 勒内·勒迪克              | UNR新共和国联盟 →UDR共和国保卫联盟                          |
| 1971年－1983年 | Gilbert GAUER 吉尔贝·戈埃尔         | RI独立激进党 →UDF法国民主联盟                               |
| 1983年－1999年 | Henry WOLF 亨利·沃尔夫              | UDF法国民主联盟                                             |
| 1999年－2017年 | Hervé MARSEILLE 埃尔韦·马赛         | UDF法国民主联盟 →Centriste中间派 →UDI民主人士和独立人士联盟 |
| 2017年－       | Denis LARGHERO 德尼·拉尔热罗        | UDI民主人士和独立人士联盟                                   |

### 各级选举
| 默东历届投票选举结果 | 默东历届投票选举结果 | 默东历届投票选举结果 | 默东历届投票选举结果 | 默东历届投票选举结果        | 默东历届投票选举结果 | 默东历届投票选举结果 | 默东历届投票选举结果        | 默东历届投票选举结果 | 默东历届投票选举结果 |
| 选举项目             | 选举范围             | 选区单位             | 选区单位内的选举结果 | 选区单位内的选举结果        | 选区单位内的选举结果 | 选区单位内的选举结果 | 选区单位内的选举结果        | 选区单位内的选举结果 | 参考资料             |
| 选举项目             | 选举范围             | 选区单位             | 第一轮胜出者         | 第一轮胜出者                | 支持率               | 第二轮胜出者         | 第二轮胜出者                | 支持率               | 参考资料             |
| -------------------- | -------------------- | -------------------- | -------------------- | --------------------------- | -------------------- | -------------------- | --------------------------- | -------------------- | -------------------- |
| 2017年法國總統選舉   | 法國                 | 市镇                 |                      | 埃马纽埃尔·马克龙           | 32.75%               |                      | 埃马纽埃尔·马克龙           | 84.56%               | [ 29 ]               |
| 2017年法国立法选举   | 上塞纳省第八选区     | 市镇（部分）         |                      | 雅克·迈尔                   | 44.91%               |                      | 雅克·迈尔                   | 59.1%                | [ 29 ]               |
| 2017年法国立法选举   | 上塞纳省第十选区     | 市镇（部分）         |                      | 加布里埃尔·阿塔尔           | 47.23%               |                      | 加布里埃尔·阿塔尔           | 65.24%               | [ 29 ]               |
| 2019年欧洲议会选举   | 法國                 | 市镇                 |                      | 娜塔莉·卢瓦索               | 34.27%               | （不适用）           | （不适用）                  | （不适用）           | [ 31 ]               |
| 2021年法国省级选举   | 上塞纳省             | 县                   |                      | 德尼·拉尔热罗 阿尔梅勒·蒂利 | 59.71%               |                      | 德尼·拉尔热罗 阿尔梅勒·蒂利 | 66.08%               | [ 32 ]               |
| 2021年法国省级选举   | 上塞纳省             | 市镇                 |                      | 德尼·拉尔热罗 阿尔梅勒·蒂利 | 63.72%               |                      | 德尼·拉尔热罗 阿尔梅勒·蒂利 | 69.41%               | [ 32 ]               |
| 2021年法国大区选举   | 法蘭西島大區         | 市镇                 |                      | 瓦莱丽·佩克雷斯             | 41.58%               |                      | 瓦莱丽·佩克雷斯             | 51.11%               | [ 33 ]               |
| 2022年法国总统选举   | 法國                 | 市镇                 |                      | 埃马纽埃尔·马克龙           | 37.91%               |                      | 埃马纽埃尔·马克龙           | 79.15%               | [ 29 ]               |
| 2022年法国立法选举   | 上塞纳省第八选区     | 市镇（部分）         |                      | 普里斯卡·特沃诺             | 39.37%               |                      | 普里斯卡·特沃诺             | 61.12%               | [ 29 ]               |
| 2022年法国立法选举   | 上塞纳省第十选区     | 市镇（部分）         |                      | 加布里埃尔·阿塔尔           | 46.84%               |                      | 加布里埃尔·阿塔尔           | 60.08%               | [ 29 ]               |

## 人口
2019年，默东市镇人口数量为45,818，在法国排名第152位。其中男性21,815人，女性24,003人，75岁及以上人口占8.5%，外籍人口数量为5,144人，人口密度为4,628人/平方公里，当地居民被称为（男性）或（女性）。2020年，默东境内出生519人，死亡人口371人。
| 默东1901年－2019年人口变化情况 |
|                                |
| 数据来源：Cassini、INSEE       |

## 经济

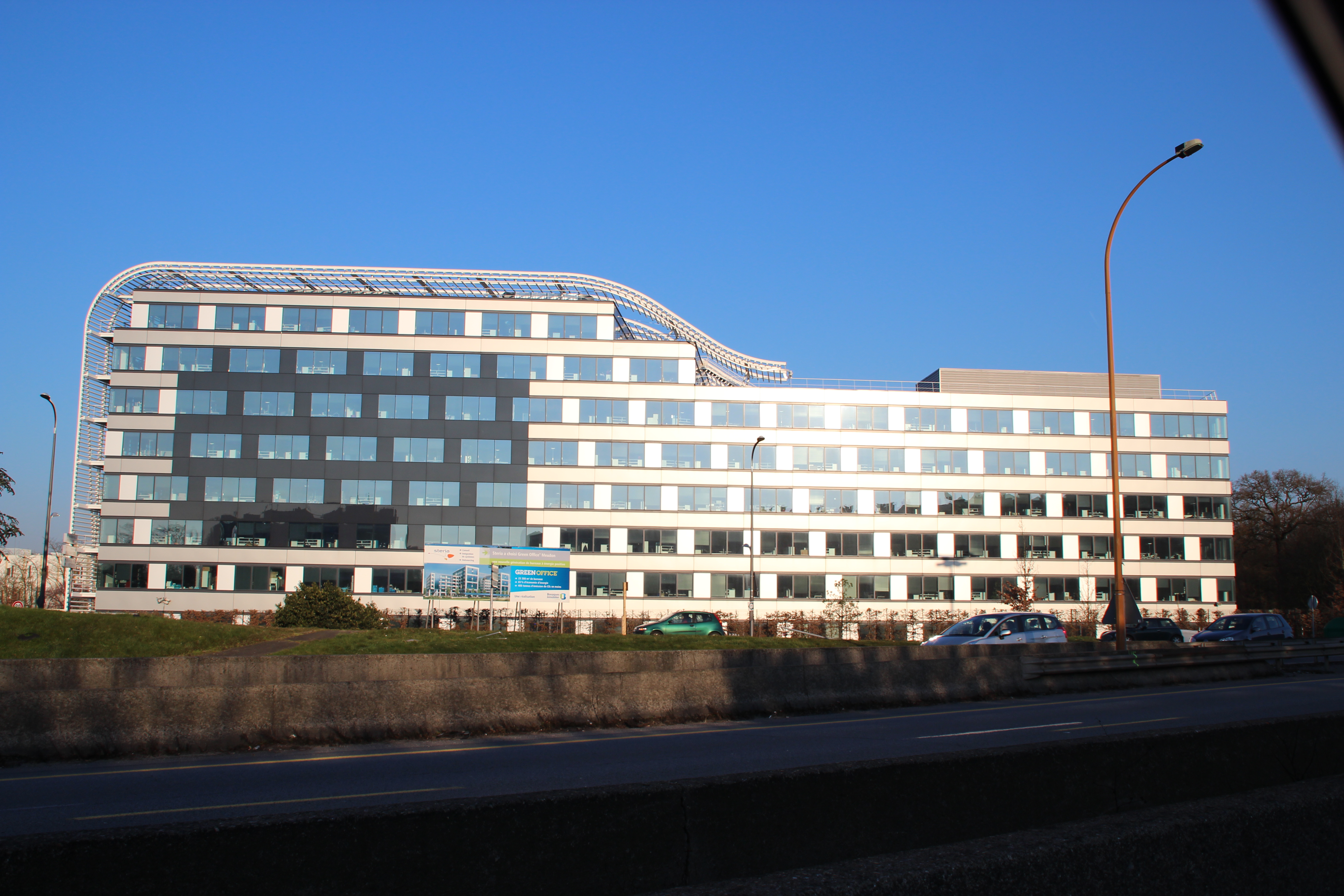
默东的一处现代办公楼

默东是一个巴黎西南郊的一个卫星城。截止2022年10月，默东市镇范围内共有各类用人单位（包含自雇）7,334家，平均历史为13年，其中98.72%为中小型企业（PME），2022年8月至10月间，当地的经济活力指数为0.39%。HP France SAS（计算机）、Thales Dis France SAS（工程研究）及（通讯）是当地2021年营业额最高的三个企业，分别为3,536,445,000欧元、683,569,000欧元和610,677,000欧元。

## 财政与居民收入
2020年，默东的财政收入总额为112,644,000欧元，财政支出总额为106,744,000欧元，当年的债务总额为16,873,500欧元。2021年，默东市镇共获得4,218,150欧元的国家财政补助，比上一年减少了6.65%。
2020年，默东的人均月收入总额为4,011欧元，其中高级职员为5,735欧元，高于法国平均水平（4,230欧元）；中级职员为2,753欧元，高于法国平均水平（2,411欧元）；普通职员为1,950欧元，亦高于法国平均水平（1,740欧元）。
2019年，默东境内的青壮年（15至64岁）失业率为9.9%，当地67.3%的家庭拥有纳税资格，平均纳税9,663欧元，高于法国平均水平（3,910欧元）。

## 社会事务

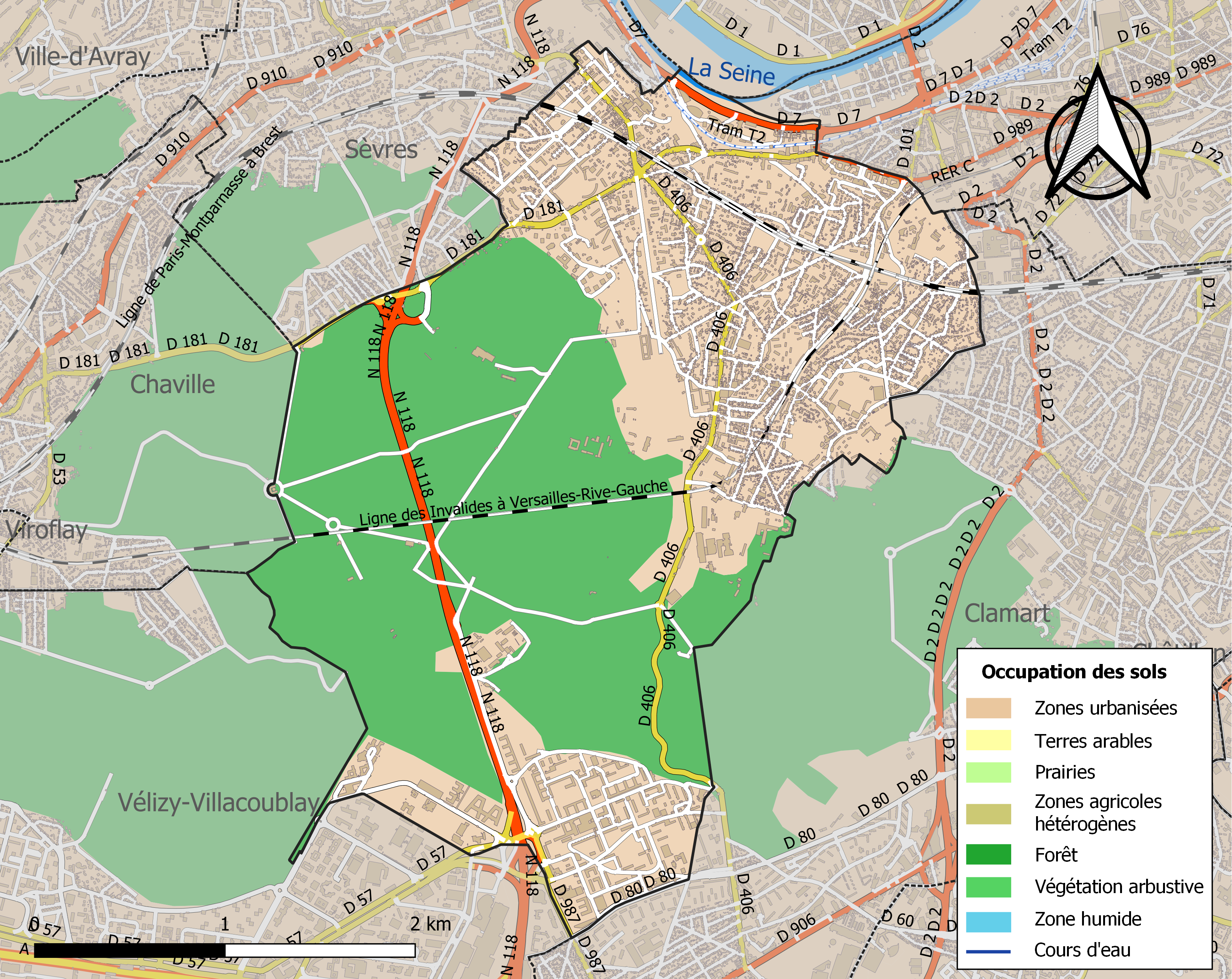
默东土地利用情况地图

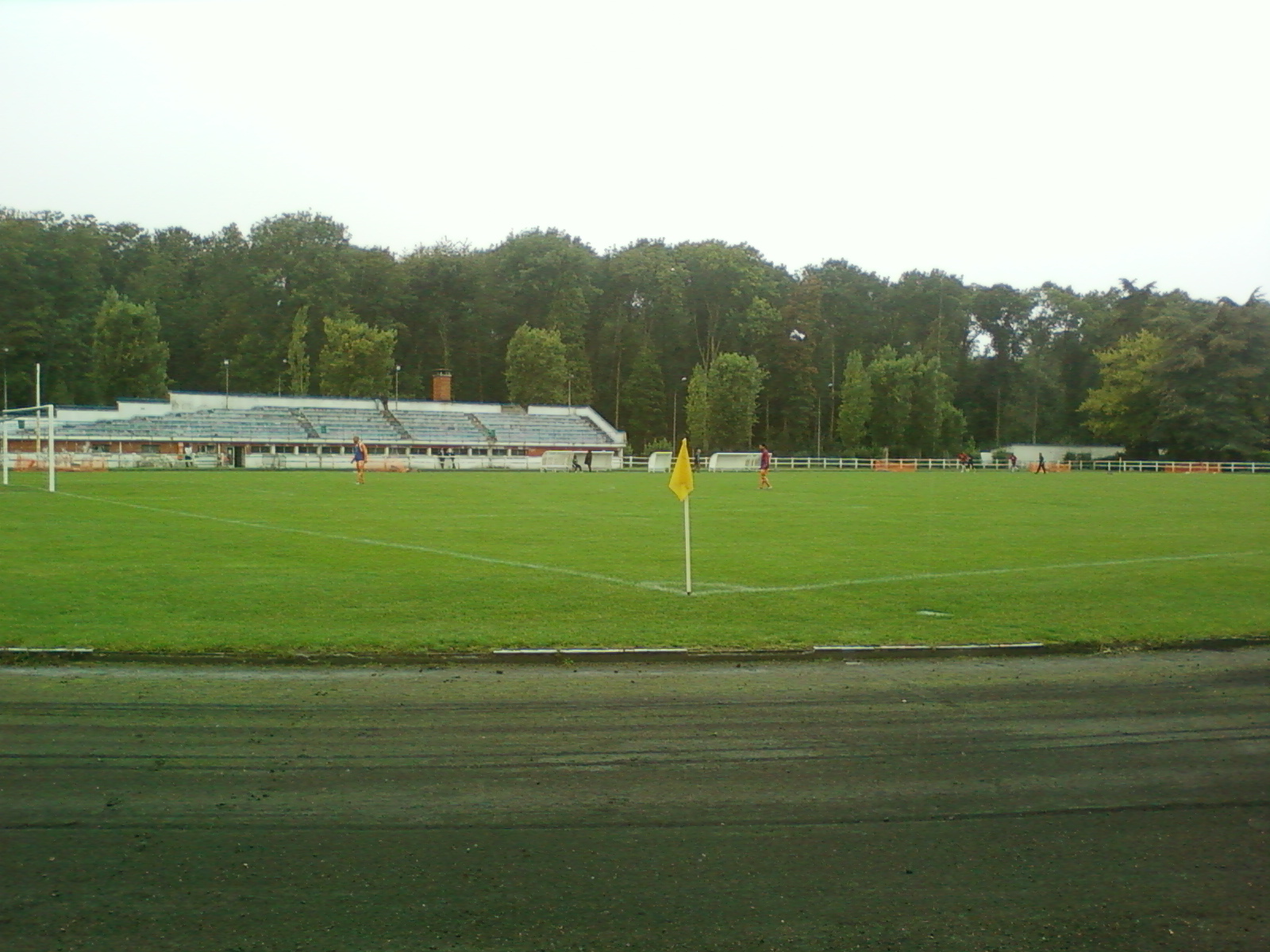
默东马塞尔·贝克球场

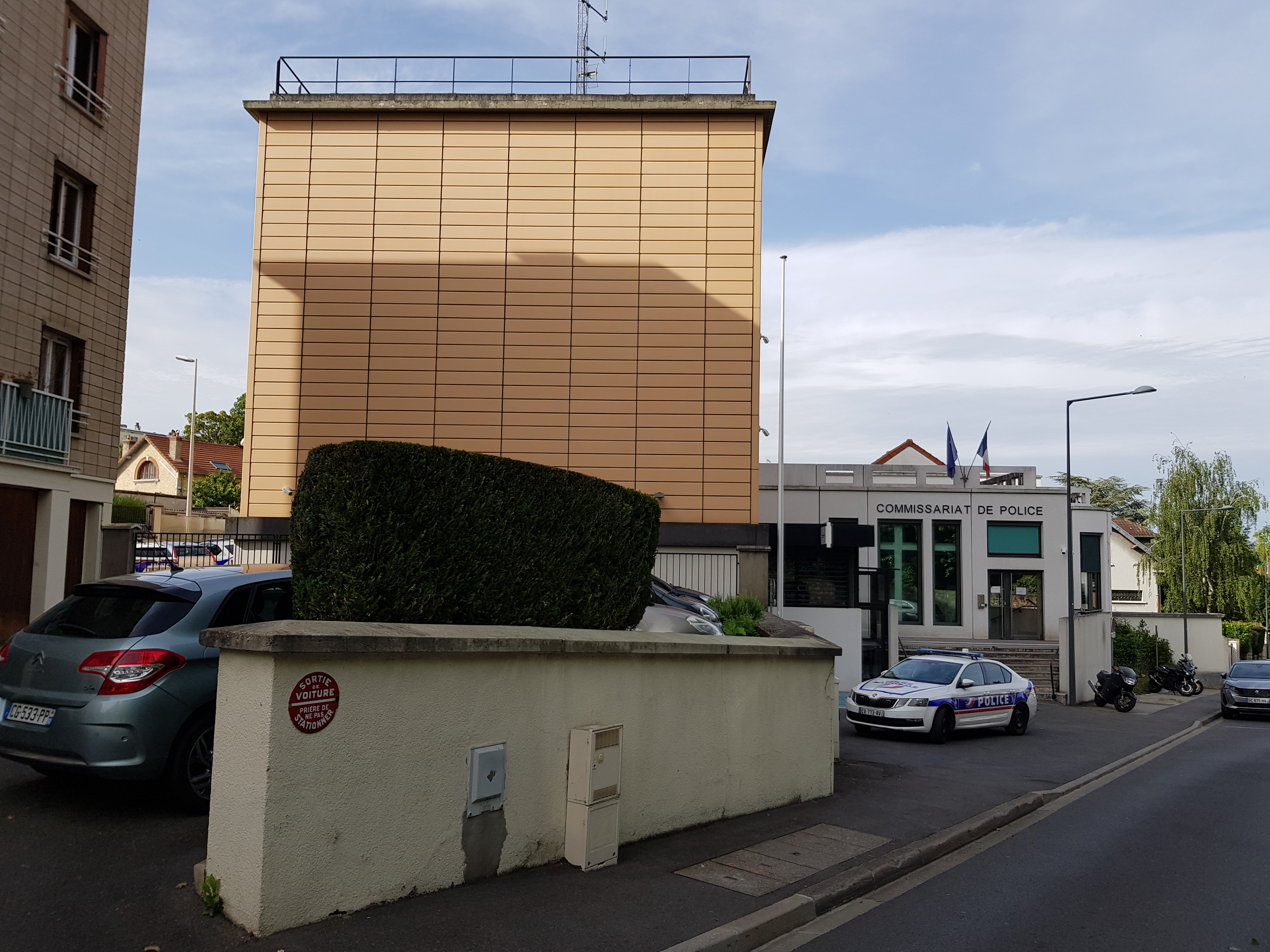
默东的一处派出所

### 教育
默东属于凡尔赛学区。截止2021年1月1日，默东境内共有9所幼儿园、13所小学、6所初级中学、3所普通高中、1所农业高中和2所职业高中。2018至2019学年度，默东境内共有在校中等教育阶段学生5,327名。

### 医疗
截止2021年1月1日，默东境内共有全科医生32名、保健师49名、牙医25名、护士34名、耳科医生3名、眼科医生4名、皮肤科医生6名、助产士3名、儿科医生3名和妇科医生7名。境内共有药房13家、养老院1家、残疾人帮扶中心3家。
佩尔西军事医院位于默东境内，是一个综合性的军事医院，向军人和普通公民同时开放。
距离默东最近的区域性医疗机构为科朗坦·塞尔通医院，后者是巴黎公共医疗集团的成员，其主病区位于伊西莱穆利诺，距离默东市区的正常车程大约12分钟，该院设有床位505个，是当地规模最大的公立综合性医院。

### 住房
2019年，默东境内共有各类住房21,395套，其中13.9%为独立式居民区，85.2%为集中式居民区。常住房屋占默东市镇范围内居民建筑总量的92.2%。
在住房保障政策方面，2021年，默东境内共有2,647户家庭获得了住房经济补助，受益人数占总人口数量的5.8%，其中2,602份为房租补助。

### 商业
2021年，默东境内共有各类实体商铺564家，其中餐厅77家、大型超市5家、杂货店12家、面包房27家、肉铺7家、书店5家、银行门店17家、美容美发店31家、汽车维修店16家。默东市区建有Monoprix超市，与默东相邻的韦利济-维拉库布莱境内建有大型开放式商业街区。

### 体育
2021年，默东境内共有3家游泳池、9间体育馆、2座综合体育场、55处网球场、1处马术场、11处足球或橄榄球场以及9处篮球或排球场。
截至2022年10月，默东境内共有六家注册足球俱乐部。默东足球体育联盟（AS Meudon Football，编号500692）是当地的代表性足球队，其主队2022至2023赛季参加上塞纳省足球联赛甲组（法国第九级别），其主场为勒内·勒迪克体育中心（Complexe René Leduc）。

### 环境
默东的环境事务由其所属的大巴黎西部塞纳公共土地管理局联合各级政府协调负责。2021年，默东境内共有1家污染企业。

### 治安
2021年，默东市镇范围内共有2处派出所。
2020年，默东境内累计记录各类案件2,253起，其中盗窃类案件1,231起，经济类案件378起，毒品交易类案件144起。

## 文化
2021年，默东境内共有2家剧场、2家电影院、3家博物馆和1家音乐厅。默东市政府提供多媒体中心，每周二至六向公众开放（周日间隔性开放）。

### 建筑
默东境内有多处历史建筑，其中法国国家文物保护单位包括莫顿城堡遗址、圣马丁教堂等，城堡遗址内的默东天文台（observatoire de Meudon）则是当地的地标性建筑物。

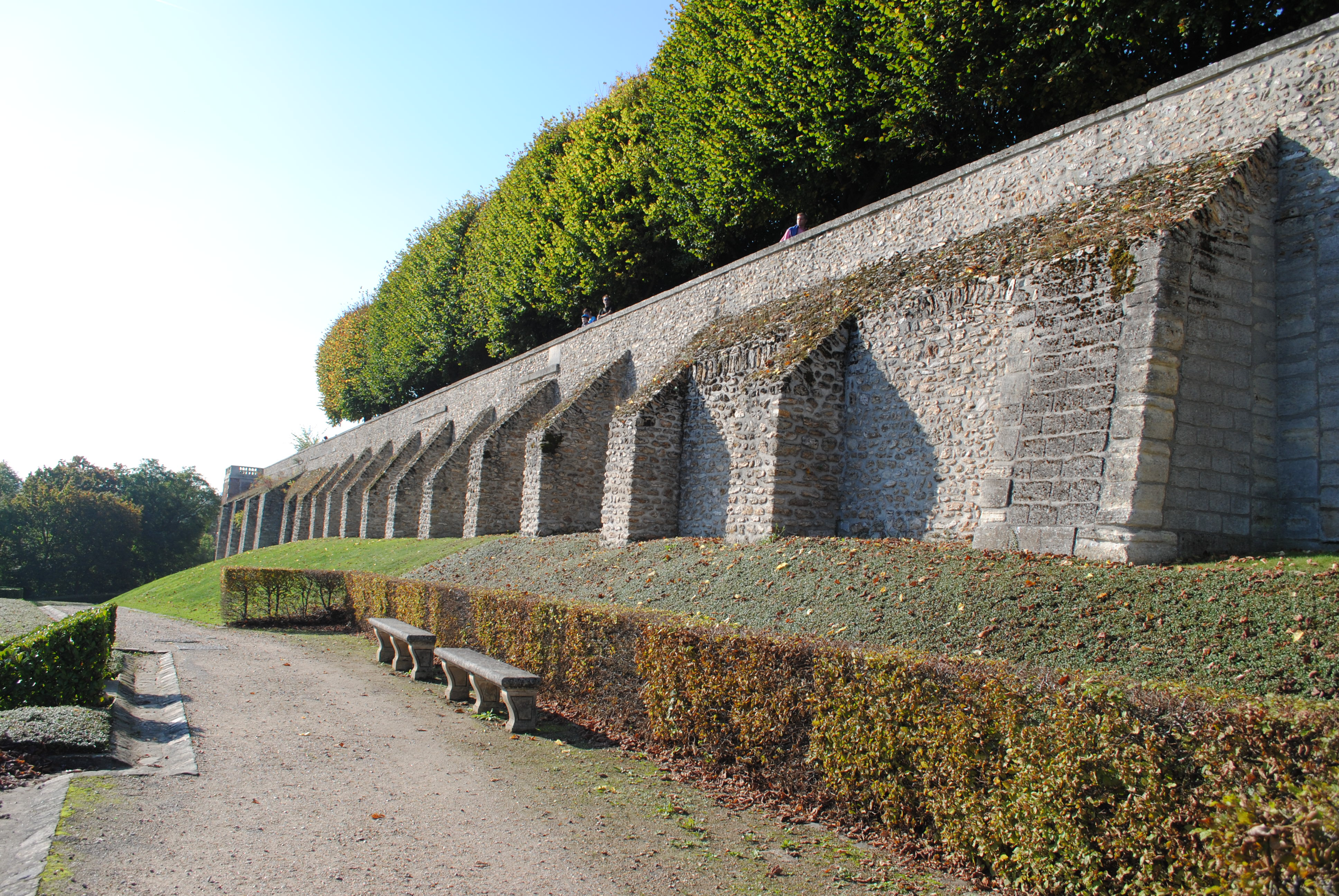
莫顿城堡外墙残垣
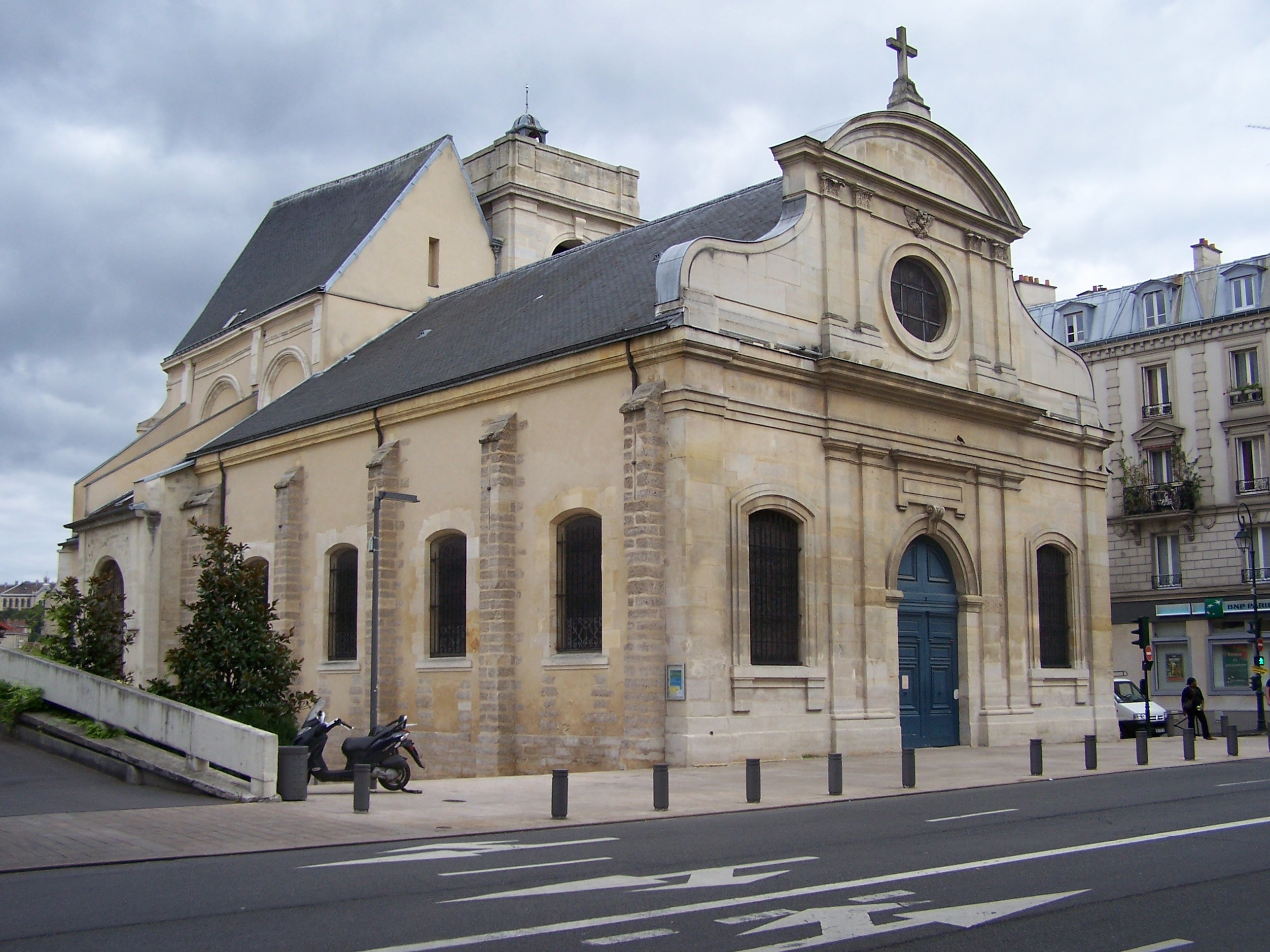
圣马丁教堂（法语：Église Saint-Martin de Meudon）
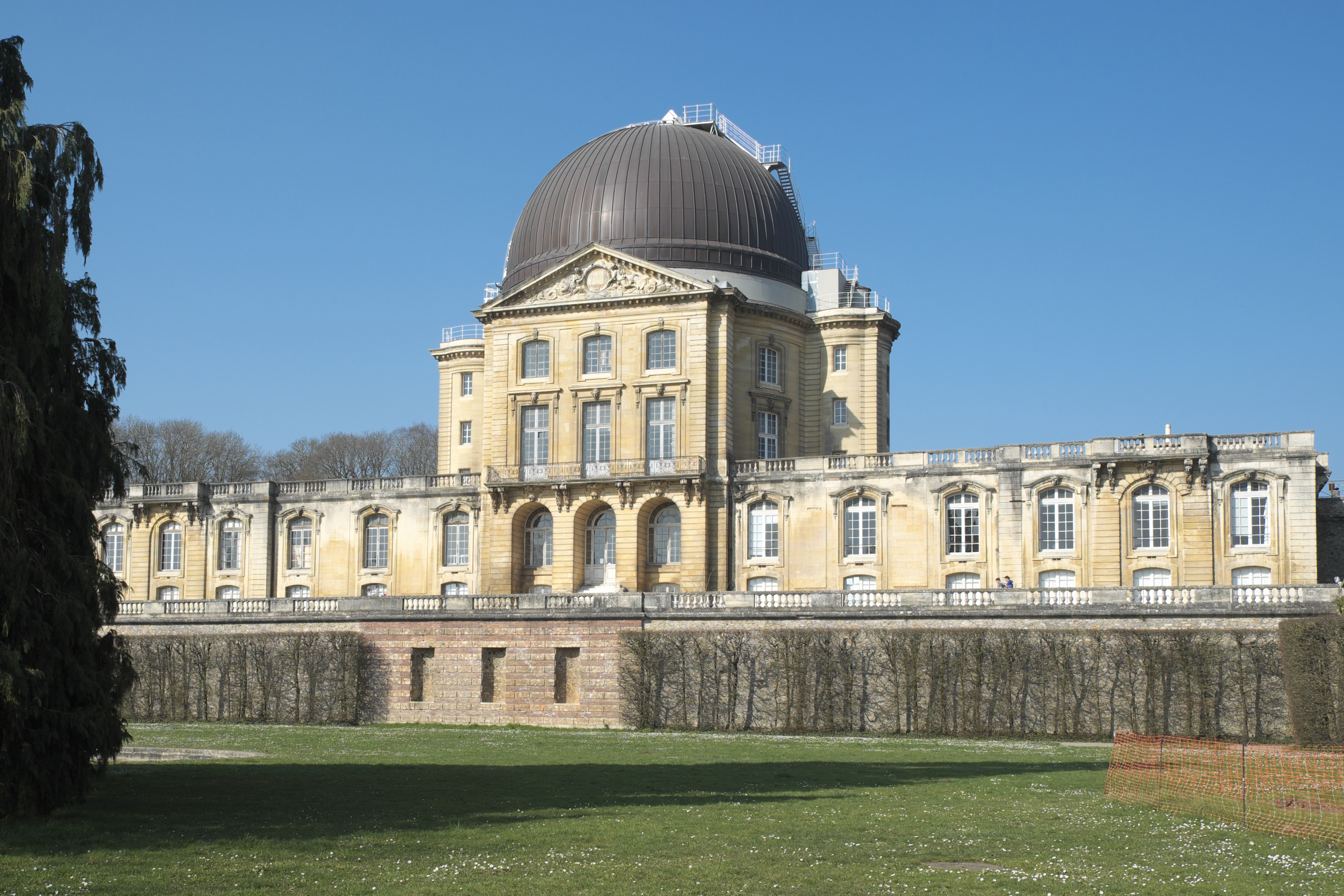
默东天文台
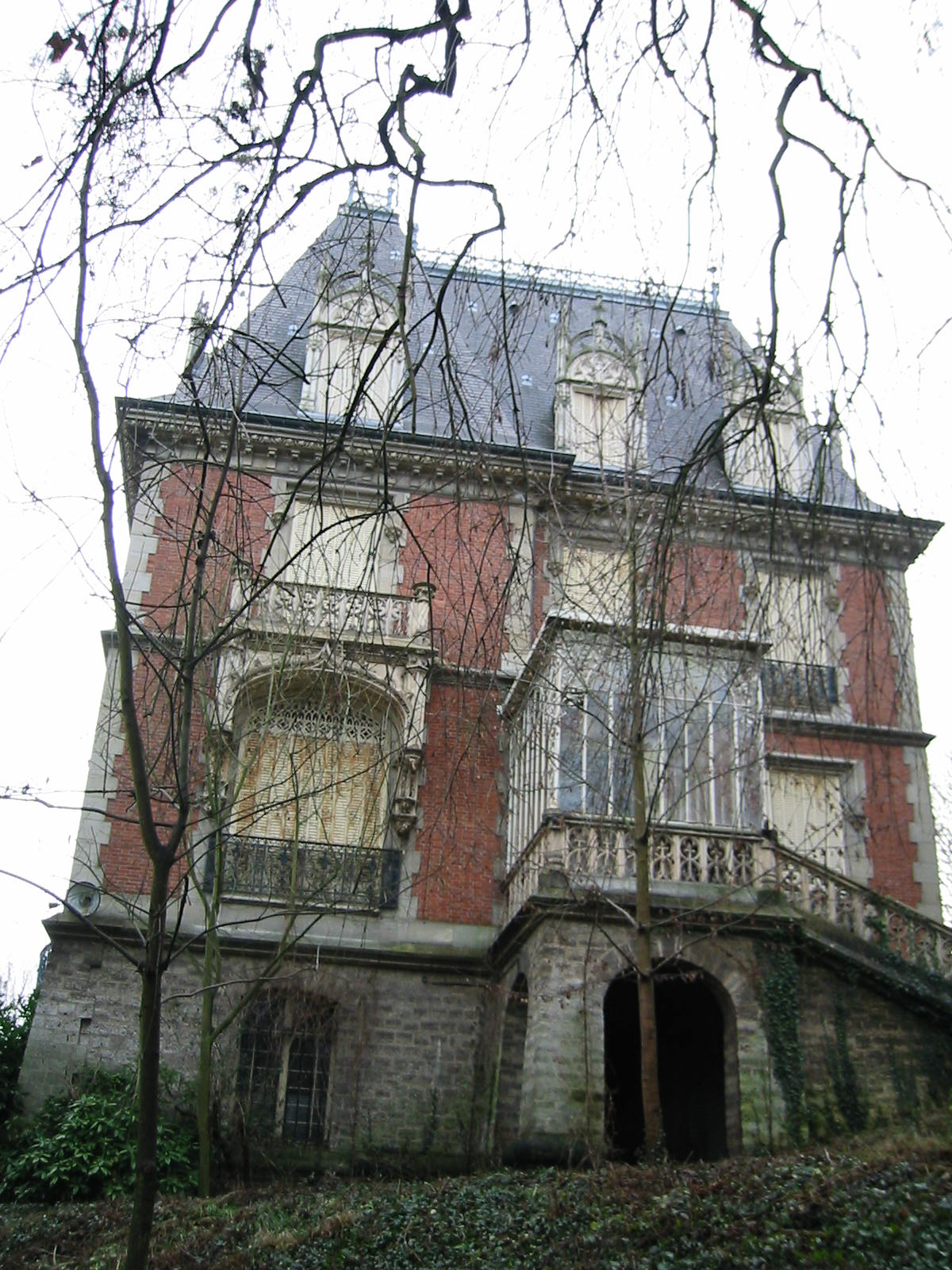
蒙塔莱城堡（法语：Château des Montalets）
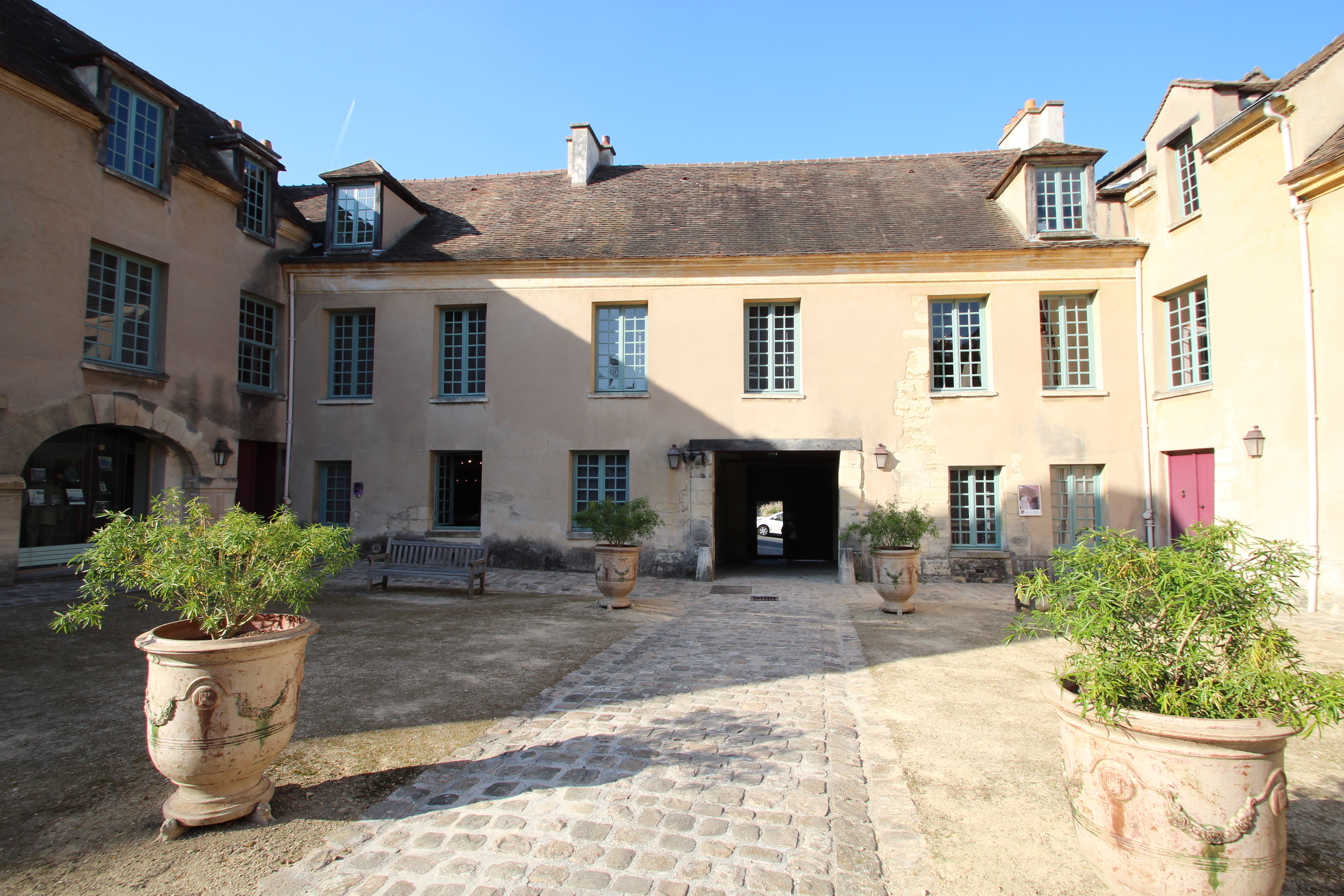
艺术文化博物馆
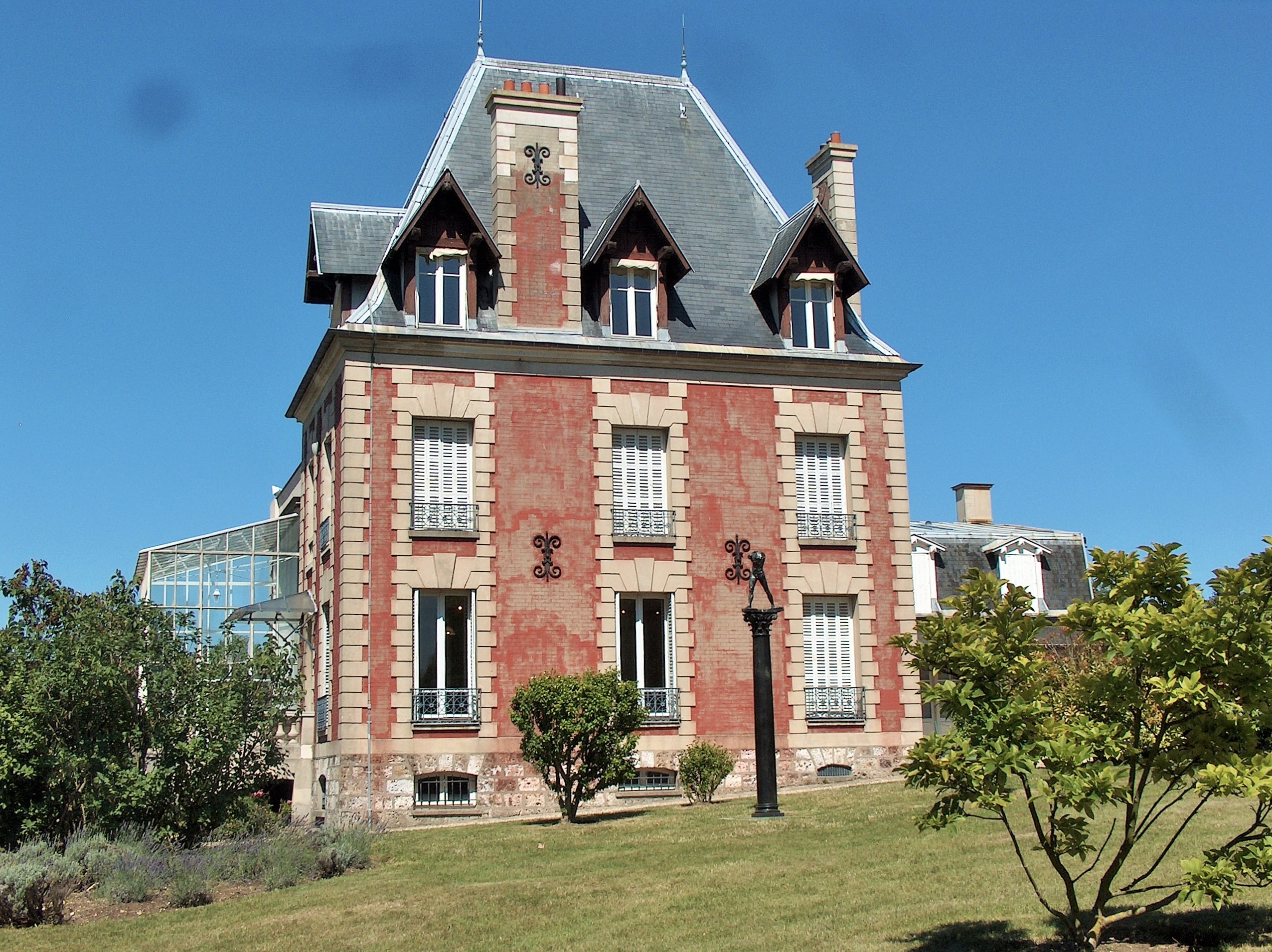
布里扬庄园
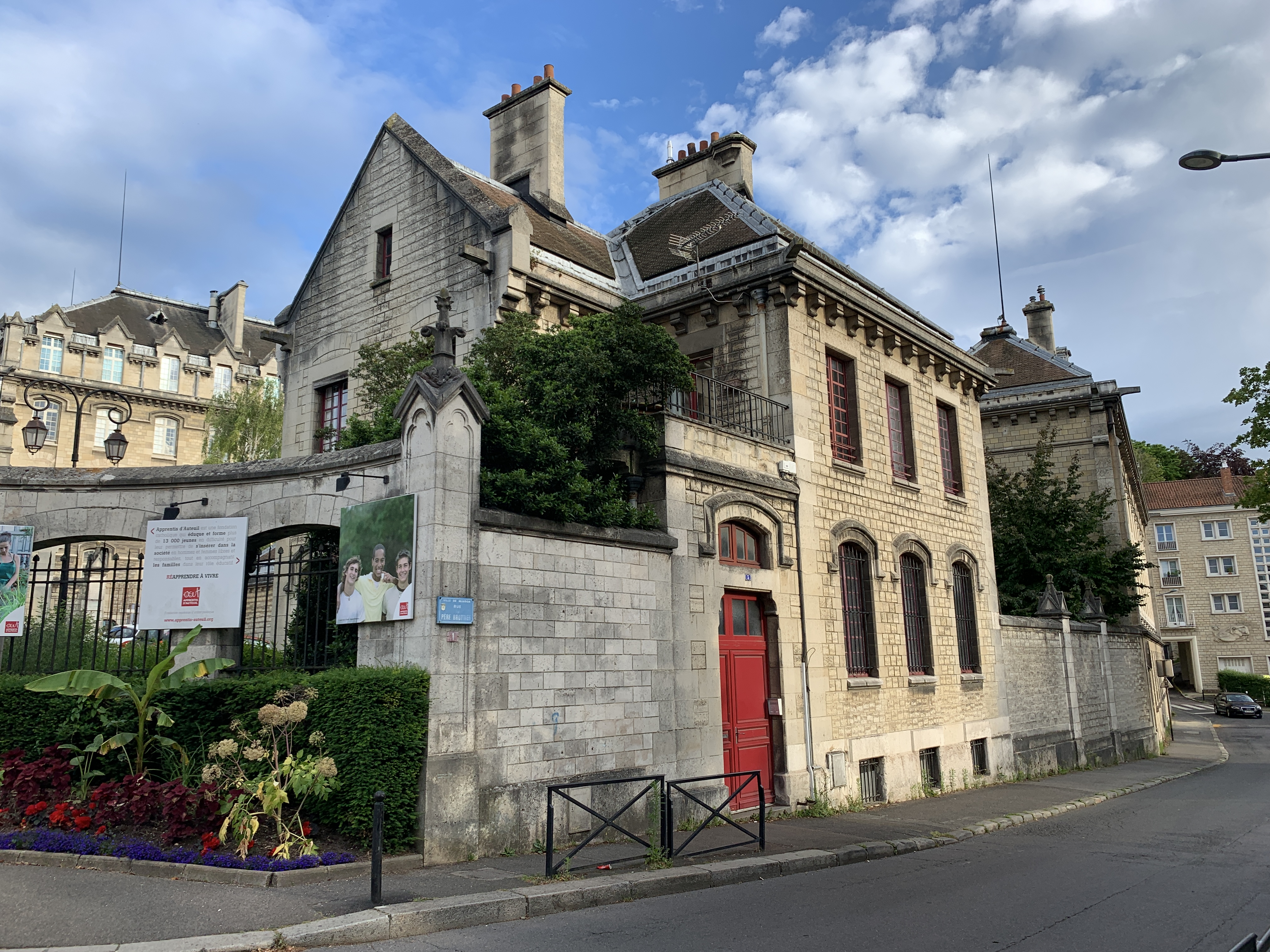
圣菲利普孤儿院（法语：Orphelinat Saint-Philippe）

### 旅游
默东的旅游事务由其所属的大巴黎都会区、上塞纳省及大巴黎西部塞纳公共土地管理局联合负责。2022年，默东境内共有6家酒店共计650间房间。

### 媒体
法国主要的媒体均可在默东接收，法国电视三台下属的法兰西岛大区频道在部分时段播出默东所属的上塞纳省的地方新闻。《巴黎人报》、蓝色法兰西巴黎广播、BFM电视台法兰西岛频道等是当地主要的地方性媒体。

## 相关人物
法国小说家安托万·勒迪埃、导演安德烈·于纳贝勒和哲学家让-吕克·马里翁出生于默东。

## 友好城市
截至2022年10月，默东共与六座城市互为友好城市关系：
- 德国 策勒
- 比利时 沃吕韦-圣朗贝尔
- 英格兰 法恩伯勒
- 波蘭 切哈努夫
- 以色列 Mazkeret Batya
- 斯洛伐克 布雷兹诺